# Motorowodne Mistrzostwa Świata w klasie T-550 2009
Motorowodne Mistrzostwa Świata w klasie T-550 2009 – zawody motorowodnych mistrzostw świata w klasie T-550, które zostały rozegrane w dniach 23–24 maja 2009 roku w węgierskim Dunaujvaros. Mistrzem świata w klasie T-550 został Estończyk Art Raudva a wicemistrzem świata Michał Gembiak. Startowało 17 zawodników.  

## Rezultaty
| Miejsce | Zawodnik / zawodniczka | Pkt   |
| ------- | ---------------------- | ----- |
| 1       | Art Raudva             | 1000  |
| 2       | Michał Gembiak         | 750   |
| 3       | Olegs Sintnieks        | 750   |
| 4       | Krzysztof Śniadecki    | 738   |
| 5       | Dienis Fiedorow        | 447   |
| 6       | Maik Raudva            | 293.5 |
| 7       | Andriej Owczninnikow   | 293   |
| 8       | Tábori Áron            | 206   |
| 9       | Andis Cikulis          | 159   |
| 10      | Lengyel László         | 144   |
| 11      | Marcin Gembiak         | 131   |
| ...     | ...                    | ...   |
| 14      | Aneta Nogaj            | 0     |